# Gare de Saint-Leu-d'Esserent
Ne doit pas être confondu avec Gare de Saint-Leu-la-Forêt ou Gare de Saint-Leu.
La gare de Saint-Leu-d'Esserent est une gare ferroviaire française de la ligne de Pierrelaye à Creil, située sur le territoire de la commune de Saint-Leu-d'Esserent, dans le département de l'Oise en région Hauts-de-France.
Elle est mise en service en 1846 par la Compagnie des chemins de fer du Nord.
C'est une gare de la Société nationale des chemins de fer français (SNCF) desservie par les trains du réseau Transilien Paris-Nord (ligne H).

## Situation ferroviaire
Établie à 30 mètres d'altitude, la gare de Saint-Leu-d'Esserent est située au point kilométrique (PK) 60,584 de la ligne de Pierrelaye à Creil, entre les gares de Précy-sur-Oise et de Creil.

## Histoire

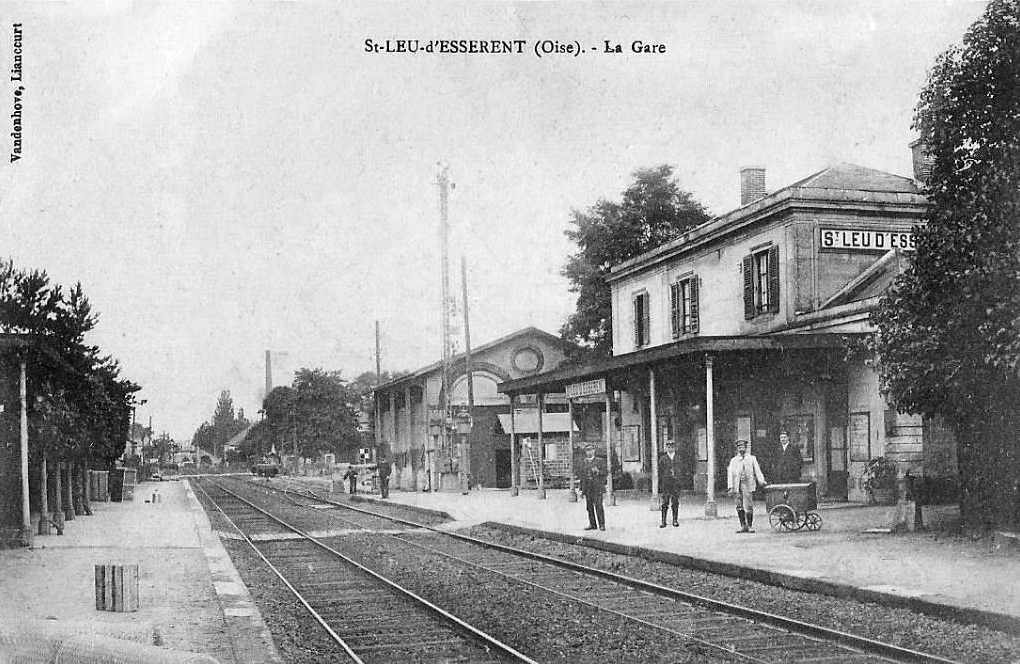
La gare vers 1900.

La « station de Saint-Leu », est officiellement mise en service le 21 juin 1846 par la Compagnie des chemins de fer du Nord, lorsqu'elle ouvre à l'exploitation sa ligne de Paris à Lille et Valenciennes. Elle est établie, entre les stations de Boran et de Creil, à environ 61 kilomètres de Paris. Un service de voitures, en correspondance avec le chemin de fer, dessert Saint-Leu, Chantilly et Senlis,.
En 1856, elle porte le nom de « station de Saint-Leu-d'Esserent » et est encadrée par les stations de Précy et de Creil. Le bourg compte 1 200 habitants.
Le 1er décembre 1993, un déraillement de l’autorail Persan - Beaumont – Creil, suivi d’une collision avec un autre train venant en sens inverse, fait quatre morts dont le mécanicien et plusieurs blessés graves. Un adolescent avait posé sur la voie une grosse pièce métallique « pour voir ce que ça ferait ». La SNCF décidera de clôturer les abords des voies ferrées en Île-de-France, ce qui a été réalisé sur la ligne où s'est déroulé cet accident seulement dix ans plus tard.

## Frequentation
Selon les estimations de la SNCF, la fréquentation annuelle de la gare s'élève aux nombres indiqués dans le tableau ci-dessous.
| Année               | 2022    | 2021    | 2020   | 2019    | 2018    | 2017    | 2016    | 2015    |
| ------------------- | ------- | ------- | ------ | ------- | ------- | ------- | ------- | ------- |
| Nombre de voyageurs | 138 908 | 103 178 | 64 102 | 117 808 | 118 327 | 127 725 | 126 491 | 129 788 |

## Service des voyageurs

### Accueil
Gare SNCF/Transilien, elle dispose d'un bâtiment voyageurs, avec guichet, ouvert les mercredis, jeudis et vendredis. Elle est équipée d'un automate pour l'achat de titres de transport Transilien.
Une passerelle permet la traversée des voies et le passage d'un quai à l'autre.

### Desserte
Saint-Leu-d'Esserent est desservie par les trains du réseau Transilien Paris-Nord (ligne H).

### Intermodalité
Un parc pour les vélos et un parking pour les véhicules y sont aménagés. La gare est desservie par les lignes D et E du réseau AXO ainsi que par les lignes 635, 649 et 6206 du réseau interurbain de l'Oise.

Installations
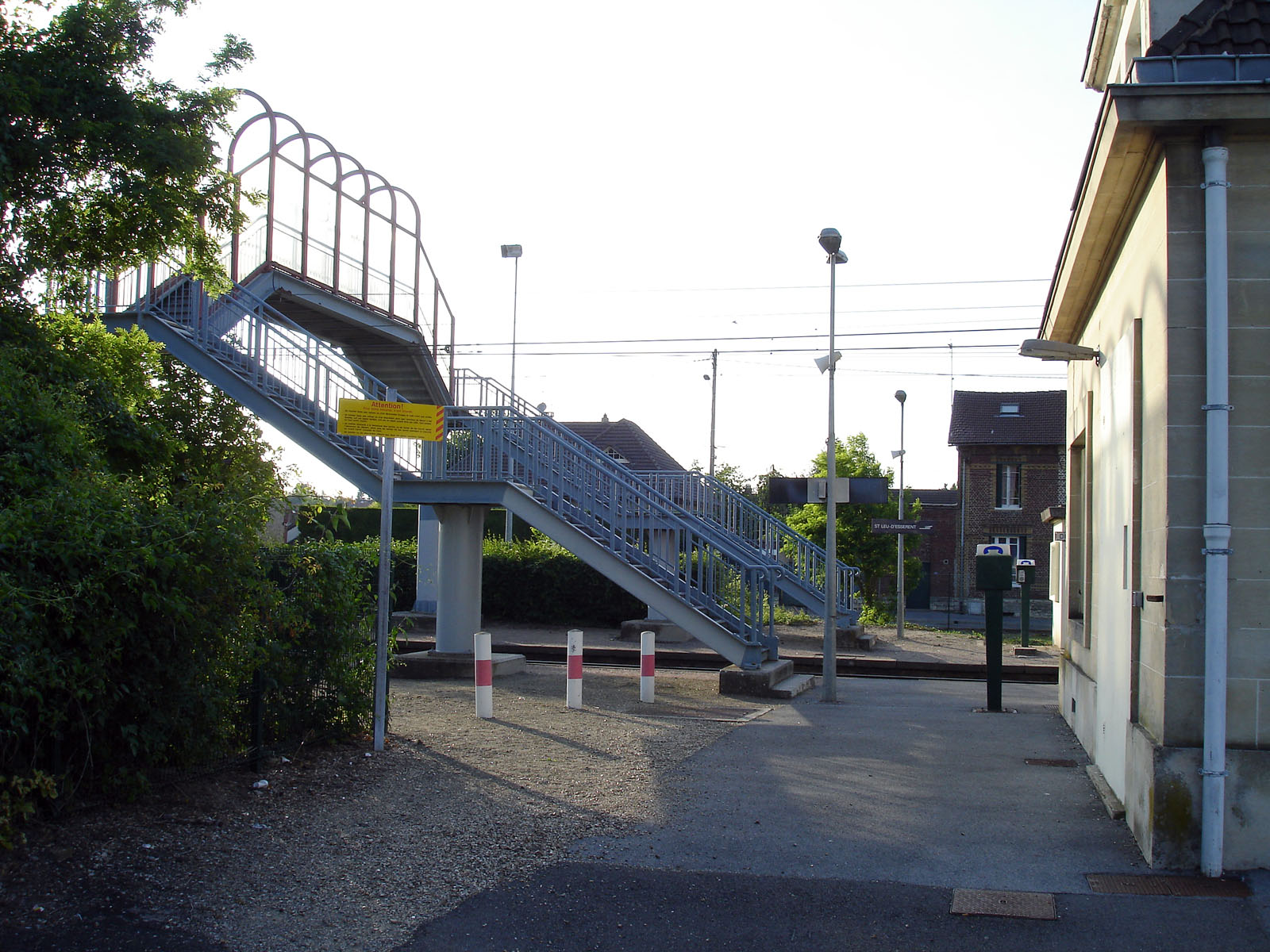
Accès et passerelle.
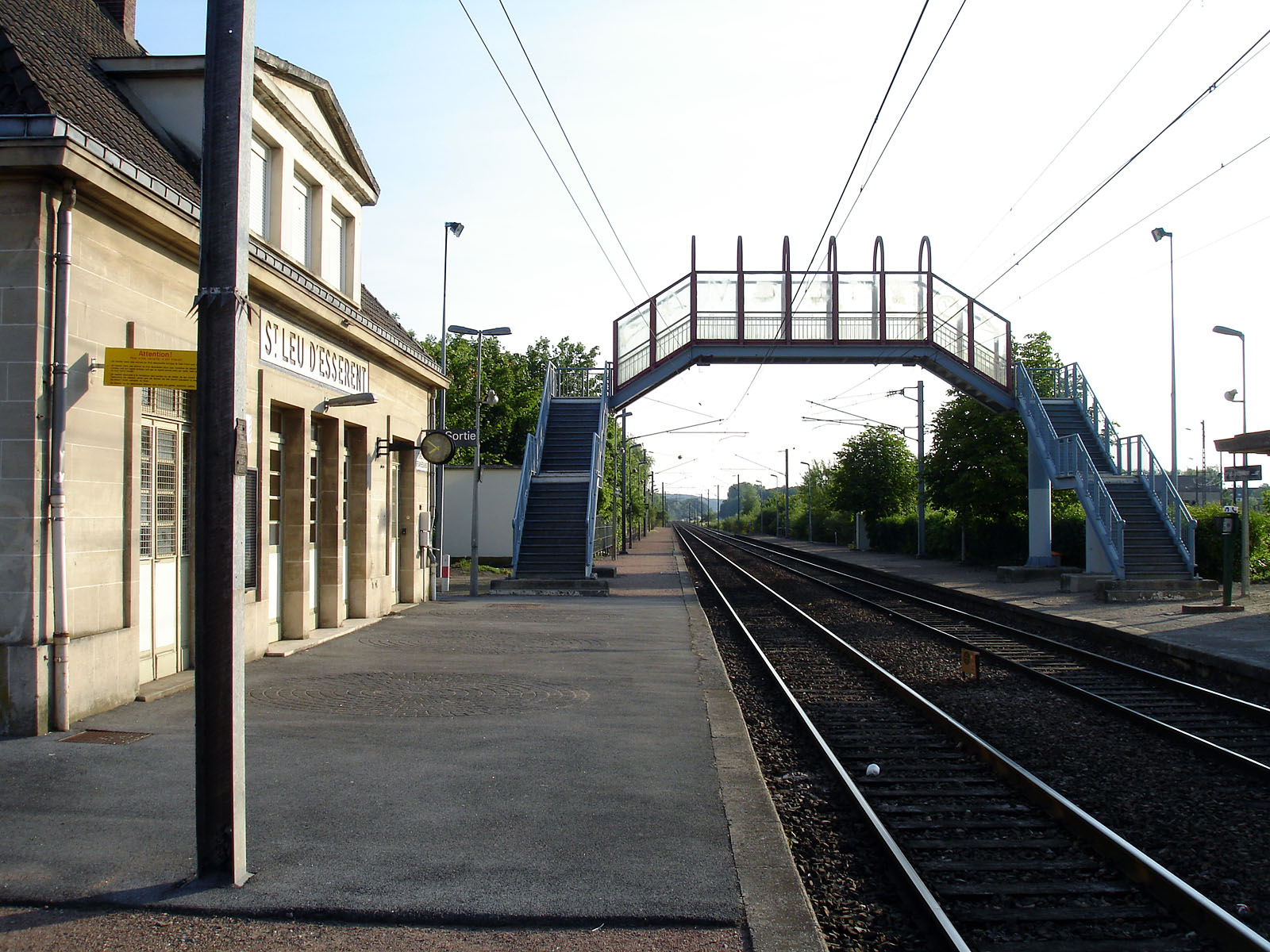
Direction Pontoise.
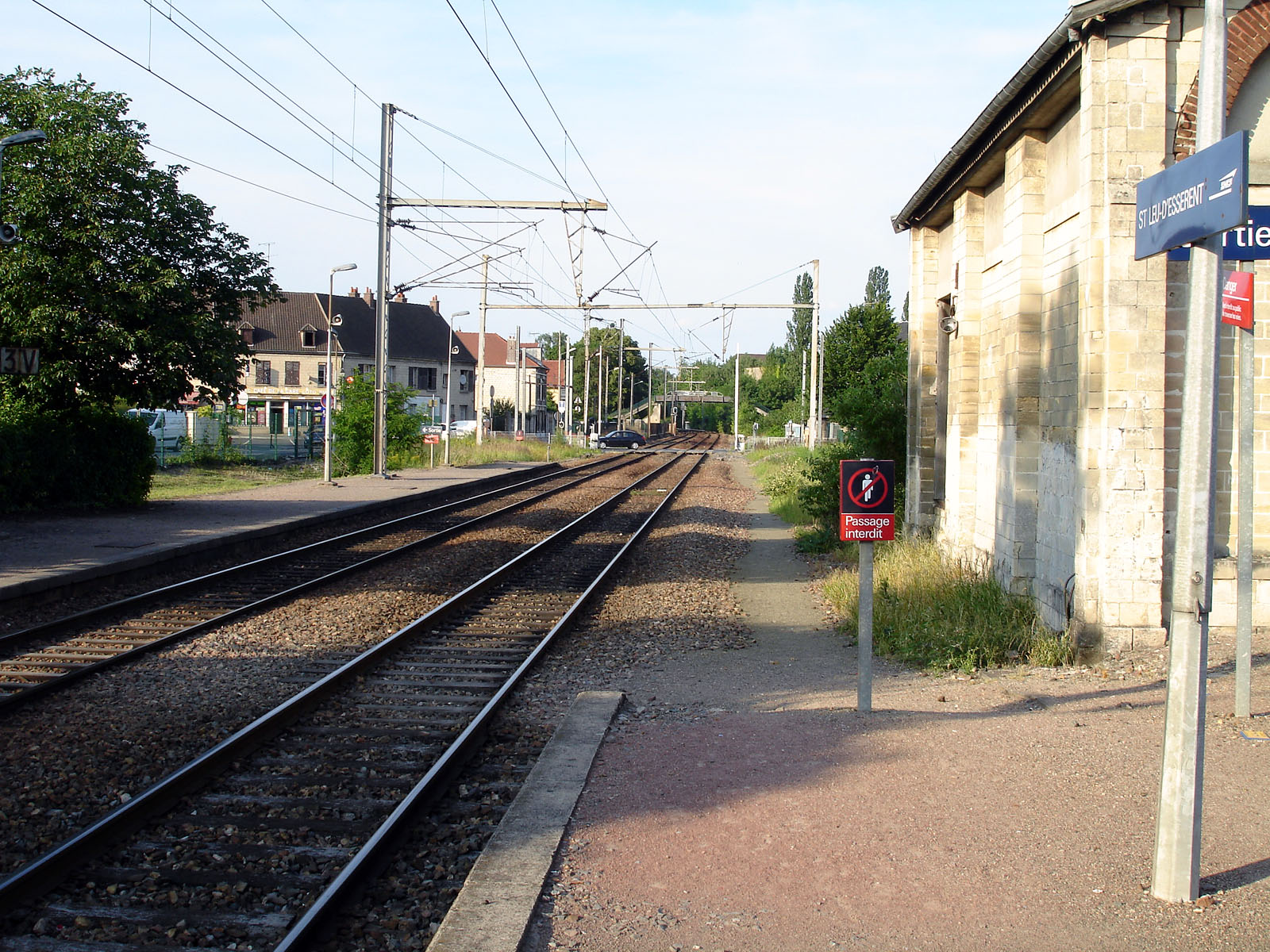
Direction de Creil.